# Encephalartos ituriensis
Encephalartos ituriensis — вид голонасінних рослин класу саговникоподібні (Cycadopsida).
Етимологія: від Ітурі, північно-східна частина Заїру, з закінченням лат. -ensis, яке вказує на місце походження.

## Опис
Рослини деревовиді; стовбур 6 м заввишки, 50 см діаметром. Листки довгочерешкові завдовжки 200—300 см, темно-зелені, хребет прямий, жорсткий або злегка зігнутий; черешок прямий, з 1–6 шипами або 6–12 колючками. Листові фрагменти ланцетні; середні — 20–25 см завдовжки, 25–30 мм завширшки. Пилкові шишки 1–4, вузькояйцевиді, зелені або жовті або коричневі, довжиною 20–26 см, 5–7 см діаметром. Насіннєві шишки 1–2, яйцеподібні, зелені або жовті або коричневі, довжиною 18–20 см, 10–12 см діаметром. Насіння довгасте, завдовжки 25–35 мм, шириною 15–25 мм, саркотеста червона.

## Поширення, екологія
Цей вид зустрічається в лісах Ітурі провінції Хаут-Заїр в північній частині Демократичної Республіки Конго. Зустрічається на висотах від 1100 до 1200 м над рівнем моря. Цей вид росте на луках або серед чагарників (савани) на відкритих схилах на гранітних куполах, які є на краю тропічних лісів.

## Загрози та охорона
Загрози невідомі, але якщо збирачі націлені на види, це стає загрозою досить швидко. Росте в англ. Okapi Faunal Reserve.